# گرگ هاو
گرگ هاو (انگلیسی: Greg Howe؛ زادهٔ ۸ دسامبر ۱۹۶۳) آهنگساز و گیتارنواز اهل ایالات متحده آمریکا است. وی از سال ۱۹۸۲ میلادی تاکنون مشغول فعالیت بوده است.